# Emmanuel Roidis

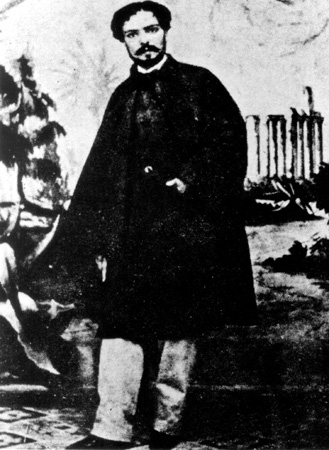
Emmanuel Roidis (fot. 1866)

Emmanuel Roidis, gr. Ἐμμανουὴλ Ροΐδης (ur. 28 czerwca 1836 na Syros, zm. 7 stycznia 1904 w Atenach) – grecki pisarz, publicysta i krytyk literacki.

## Życie
Pochodził z bogatej rodziny pochodzenia włoskiego, przybyłej z Chios. Ze względu na zajęcie ojca – urzędnika konsularnego we Włoszech, dzieciństwo spędził w Genui, gdzie był świadkiem rewolucyjnych wydarzeń podczas Wiosny Ludów. W młodości kształcił się w liceum na rodzinnej Syros, ale od 1855 studiował poza Grecją (Rumunia, Niemcy, Egipt), co wytworzyło w nim cechy kosmopolity zafascynowanego kulturą zachodnioeuropejską (głównie francuską).
Po powrocie do ojczyzny osiadł w Atenach, gdzie prowadził swobodny i wystawny tryb życia, co ostatecznie doprowadziło go do kłopotów finansowych i obok utraty słuchu spowodowało istotny przełom w jego życiu. Jako krytyk zajął się publicystyką, a dzięki rządowej protekcji objął stanowisko kustosza Biblioteki Narodowej.

## Twórczość
Przeważającą formę jego twórczości stanowiła zjadliwa krytyka literacka, w której popierał walkę z „oczyszczonym” pseudoklasycznym językiem nowogreckim (katharewusa), powszechnie obowiązującym w literaturze greckiej tego okresu. Choć sam opowiadał się za twórczością w potocznie używanej grece dimotikí, jako bardziej zrozumiałej dla współczesnego czytelnika, wszystkie swe ważniejsze dokonania literackie tworzył w starym stylu, wykorzystując go do celów satyrycznych. 
Jego najbardziej znanym i tłumaczonym utworem, który jednak wzbudził liczne kontrowersje i potępiony został przez Święty Synod kościoła greckiego, była niewielka powieść Papież Joanna (ngr. Ἡ Πάπισσα Ἰωάννα) z roku 1866, w której dawną legendę o papieżycy Joannie wykorzystał do krytyki klerykalizmu oraz rozluźnienia obyczajów wśród duchowieństwa greckiego. Powstała na gruncie wzbudzonego w dzieciństwie antyklerykalizmu, pozbawiona zwartej fabuły i dialogów powieść, wywołująca ówcześnie znaczne poruszenie, w istocie stanowiła pozytywistyczną reakcję wobec czerpiącej ze średniowiecza twórczości romantyków, będąc też literackim dokumentem epoki przejściowej.
Pod koniec życia wydał też kilka opowiadań opartych na reminiscencjach z rodzinnej wyspy. Całość jego twórczości opublikowano w 1919 roku.

## Utwory
- Papież Joanna (I papissa Ioanna, 1866)
- Podróż Psichariego (To taxidi tu Psichari, 1888)
- Bóstwa (Eidola, 1893)
- Opowiadania z Syros (Syriana diegemata, 1911, wydane pośmiertnie)